# 提托·桑塔那
提托·桑塔那（英語：Tito Santana，1953年5月10日—），本名美熹德·索利斯（英語：Merced Solis），是美國墨西哥裔的職業摔角選手，目前處於半退休狀態。提托·桑塔那的全盛時期是1970年代至1990年代，儘管當時他仍在獨立圈有活動。提托·桑塔那最知名的時期是待在世界摔角聯盟。提托·桑塔那曾是兩次的WWF洲際冠軍及兩次的WWF雙打冠軍。提托·桑塔那被宣傳來自於墨西哥墨西哥州托庫拉，但其實真正的地名叫做托盧卡。

## 冠軍及成就

### 美國摔角聯會（英语：American Wrestling Federation）
- AWF重量級冠軍（英语：AWF Heavyweight Championship）（兩次）

### 東部冠軍摔角
- ECW重量級冠軍（一次）

### 國家摔角聯盟
- NWA美西雙打冠軍（英语：NWA Florida Tag Team Championship）（一次；與泰德·迪比亞西）

### 新英格蘭職業摔角名人堂（英语：New England Pro Wrestling Hall of Fame）
- 新英格蘭職業摔角名人堂（2011年）

### 職業摔角名人堂（英语：Professional Wrestling Hall of Fame）
- 新英格蘭職業摔角名人堂（2013年）[4]

### 職業摔角畫報
- PWI年度最佳雙打（1979年；與伊凡·普茲基（英语：Ivan Putski））
- PWI 500-第51名（1995年）
- PWI Years（個人）-第93名（2003年）
- PWI Years（團體）-第70名（2003年；與瑞克·馬特爾（英语：Rick Martel））

### 世界摔角聯盟 / 世界摔角娛樂
- WWF洲際冠軍（兩次）
- WWF雙打冠軍（兩次）
- 世界摔角娛樂名人堂（2004年）[3]
- 擂台之王（1989年）

### 格蘭德河谷體育名人堂
- 格蘭德河谷體育名人堂（2007年）

### 其他獎項
- CWA重量級冠軍（一次）
- EWA重量級冠軍（一次）
- GWA重量級冠軍（一次）
- IAW電視冠軍（一次）
- USA重量級冠軍（一次）
- UWS雙打冠軍（一次）